# Hail to England
Hail to England (рус. Да здравствует Англия!) — третий студийный альбом американской рок-группы Manowar, выпущен в 1984 году.

## Список композиций
Все композиции были написаны Джоуи Де Майо, кроме Each Dawn I Die и Army of the Immortals, которые были написаны им вместе с Россом Фридменом.
| №                   | Название                | Длительность |
| ------------------- | ----------------------- | ------------ |
| 1.                  | «Blood of My Enemies»   | 4:15         |
| 2.                  | «Each Dawn I Die»       | 4:20         |
| 3.                  | «Kill with Power»       | 3:57         |
| 4.                  | «Hail to England»       | 4:24         |
| 5.                  | «Army of the Immortals» | 4:24         |
| 6.                  | «Black Arrows»          | 3:06         |
| 7.                  | «Bridge of Death»       | 8:58         |
| Общая длительность: | Общая длительность:     | 33:13        |

## Участники записи
- Эрик Адамс (Eric Adams) — вокал,
- Джоуи Де Майо (Joey DeMaio) — четырёх- и восьмиструнная бас-гитара, повествование на «Bridge of Death»
- Росс Фридмен (Ross «The Boss» Friedman) — гитара, клавишные
- Скотт Коламбус (Scott Columbus) — ударные.

## Отзывы и наследие
В 2017 году журнал Rolling Stone поставил Hail to England на 87 место в рейтинге 100 величайших метал-альбомов всех времен. Журнал охарактеризовал альбом, как абсурдно гиперболизированный, но при этом невероятно сфокусированный и целиком состоящий из эпических песен с плотной, наполненной хуками музыкой. По мнению обозревателей журнала, именно на этом альбоме Manowar эволюционировали в ту группу, которой остаются по сей день.